# Drosophila ogumai
Drosophila ogumai är en tvåvingeart som beskrevs av Zannat och Masanori Joseph Toda 2002. Drosophila ogumai ingår i släktet Drosophila och familjen daggflugor.
Artens utbredningsområde är Myanmar.